# Gueorgui Sedov
Pour les articles homonymes, voir Sedov.
Gueorgui Iakovlevitch Sedov (en russe : Георгий Яковлевич Седов), né le 5 mai 1877 et mort le 5 mars 1914, est un explorateur de l'Arctique et marin russe.

## Biographie
Il accompagne en 1902 l'expédition hydrographique de la Marine russe dirigée par Alexandre Varnek en mer de Barents et en mer de Kara puis, en 1903, sert lors d'une deuxième expédition commandée par Drizenko, en mer Blanche et en mer de Barents. 
Commandant d'une mission hydrographique sur la rivière Kolyma (1909) visant à étudier la navigabilité de la route Léna-détroit de Béring, il dirige en 1910 une nouvelle mission hydrographique sur la côte ouest de la Nouvelle-Zemble. 
En 1912, sur ses propres deniers, il organise une expédition pour atteindre le pôle Nord à partir de l'île Rudolf, au nord de l'archipel François-Joseph et commande le Sviatoï Foka (Saint Phocas). Arrêté par une tempête, il hiverne au nord de la Nouvelle-Zemble. En mars 1913, il explore le nord et le nord-ouest de l'île, établit des cartes précises et effectue de nombreux relevés. Le navire est dégagé des glaces le 21 août. Le 31, Sedov atteint le cap Flora puis hiverne sur l'île Hooker. Le 2 février 1914, il se lance avec 2 compagnons et 24 chiens à l'assaut du pôle mais tombe rapidement malade et meurt soudainement à 3 km de l'île Rudolph, le 5 mars. Il est alors inhumé sur l'île. 
Lors du voyage retour, ses compagnons d'infortune découvrent au cap Flora les deux seuls survivants de l'expédition Brusilov, Valerian Albanov et Alexandre Konrad.

## Hommages
Deux navires russes portent son nom : le brise-glace Gueorgui Sedov (de 1916 à 1967) et le voilier navire-école STS Sedov depuis 1950.

## Galerie

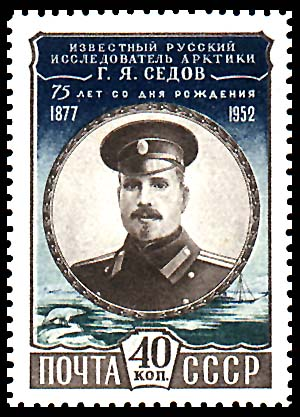
Timbre russe de 1952 en l'honneur du 75e anniversaire de la naissance de Sedov.
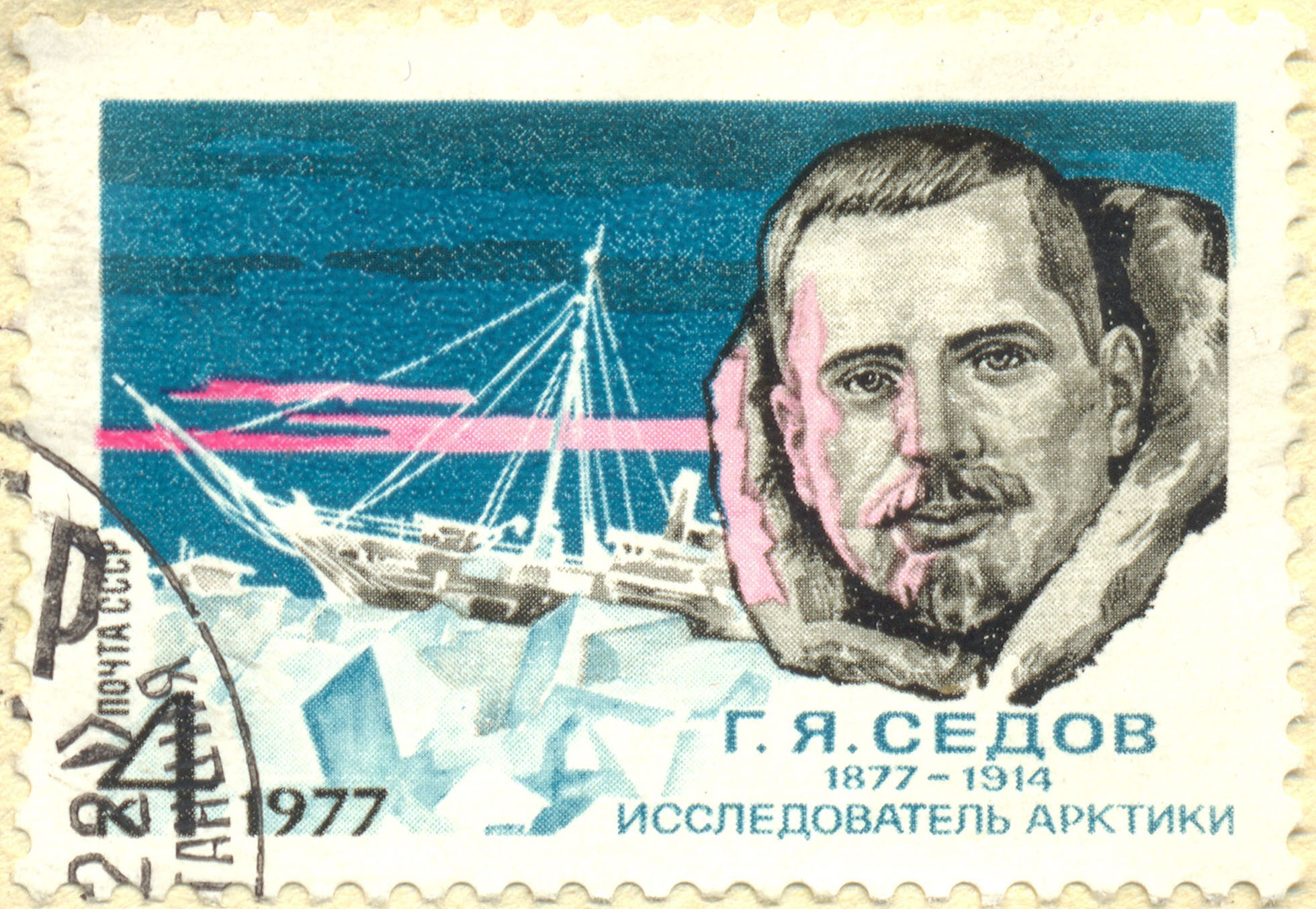
Timbre russe de 1977 en l'honneur de sa naissance.
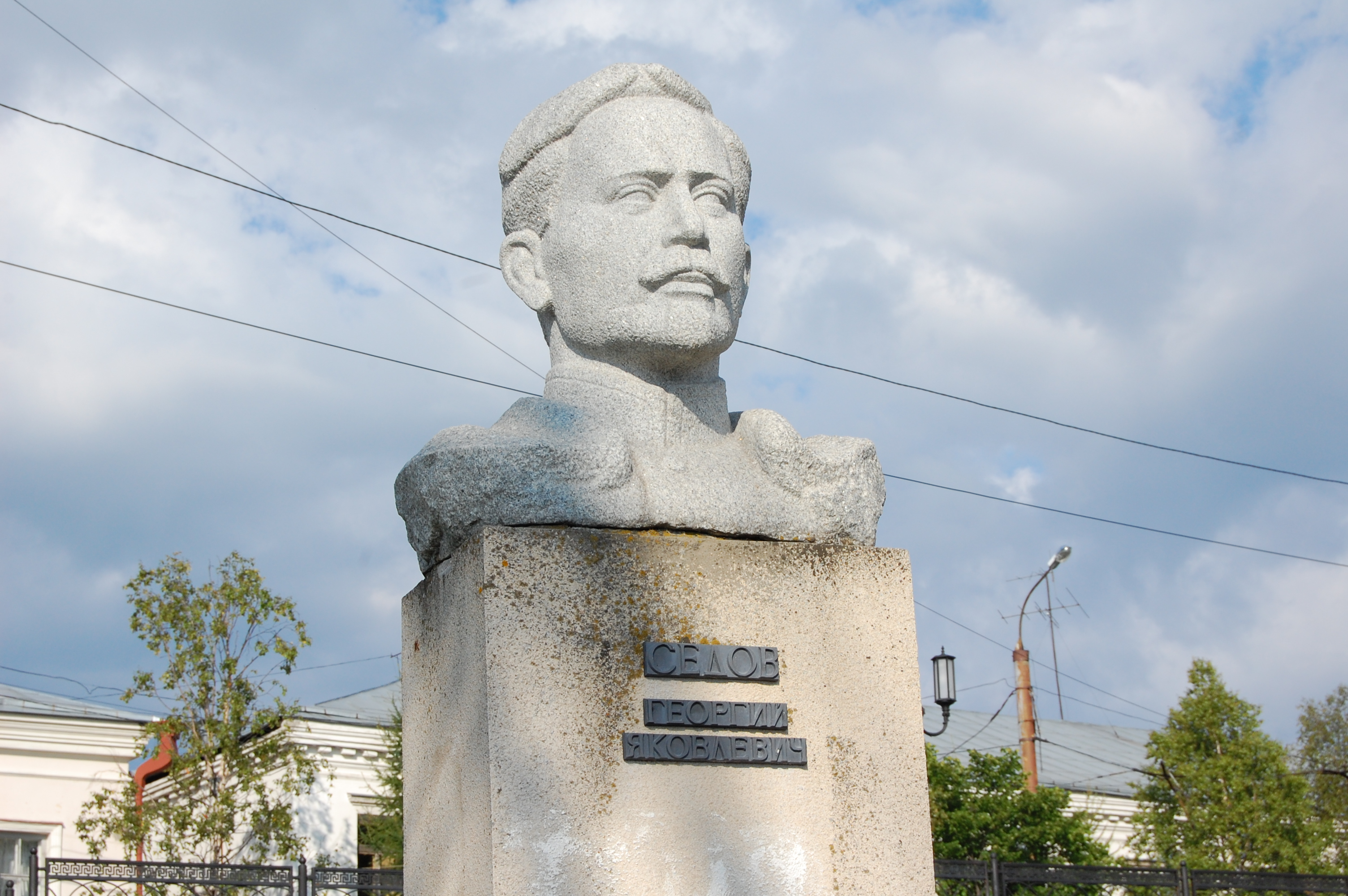
Buste de Sedov à Arkhangelsk.